# SummerSlam (2014)
SummerSlam 2014 a fost cea de-a douozecișișaptea ediție a pay-per-view-ului anual SummerSlam organizat de World Wrestling Entertainment. Evenimentul a avut loc pe 17 august 2014 și a fost găzduit de Staples Center în Los Angeles, California. Sloganul oficial a fost "Lights Go Out" interpretată de Fozzy.

## Rezultate
- Kick-off: Rob Van Dam l-a învins pe Cesaro (8:05)
  - Van Dam l-a numărat pe Cesaro după un «Five Star Frog Splash».
- Dolph Ziggler l-a învins pe The Miz câștigând titlul WWE Intercontinental Championship (7:52)
  - Ziggler l-a numărat pe Miz după un «Zig Zag».
- Paige a învins-o pe AJ Lee câștigând titlul WWE Divas Championship (4:57)
  - Paige a numărat-o pe AJ după un «Ram-Paige».
- Rusev (însoțit de Lana) l-a învins pe Jack Swagger (însoțit de Zeb Colter) prin knockout într-un Flag Match (8:55)
  - Arbitrul a oprit meciul după ce Rusev l-a lăsat KO pe Swagger cu «The Accolade».
- Seth Rollins l-a învins pe Dean Ambrose într-un Lumberjack Match. (10:52)
  - Rollins l-a numărat pe Ambrose după ce l-a lovit cu servieta bani în bancă.
- Bray Wyatt l-a învins pe Chris Jericho (12:57)
  - Wyatt l-a numărat pe Jericho după 2 «Sister Abigail».
- Stephanie McMahon a învins-o pe Brie Bella (11:05)
  - Stephanie a numărat-o pe Brie după un «Pedigree».
- Roman Reigns l-a învins pe Randy Orton (16:17)
  - Reigns l-a numărat pe Orton după un «Spear».
- Brock Lesnar (însoțit de Paul Heyman) l-a învins pe John Cena câștigând titlul Mondial WWE (16:05)
  - Lesnar l-a numărat pe Cena după un «F-5».